# Wangenitzsee
Wangenitzsee är en sjö i Österrike. Den ligger i förbundslandet Kärnten, 300 km sydväst om huvudstaden Wien. Wagenitzsee ligger 2 460 meter över havet. Arean är 0,14 kvadratkilometer. 